# Slovenski komite za velike pregrade
Slovenski komite za velike pregrade (SLOCOLD, SLOvenian COmission on Large Dams) je organizacija, ki deluje na področju pregradnega iženirstva. Od leta 1993, ko je bil komite tudi ustanovljen, je polnopraven član mednarodne krovne organizacije ICOLD (International COmmittee on Large Dams). Področje delovanja SLOCOLD so pregrade:
1. ki dosegajo višino nad 15 m ali
2. katerih višina je med 5 in 15 m in zadržujejo več kot 3 mio m3 vode.

Objektov, ki zadoščajo zgoraj omenjenim kriterijem je v Sloveniji 39.

SLOCOLD združuje strokovnjake s področja gradbeništva, geologije, strojništva, seizmologije in ekologije. S svojimi člani sodeluje v organih ICOLD, domačih in tujih strokovnih organizacijah, z raziskovalnimi organizacijami, fakultetami ter redno objavlja slovenske dosežke v zbornikih ICOLD.

Viri
Uradna stran SLOCOLD Arhivirano 2009-06-15 na Wayback Machine. 

Uradna stran ICOLD